# USS N-7 (SS-59)
USS N-7 (SS-59) – zbudowany w stoczni Lake Torpedo Boat Company amerykański dwukadłubowy okręt podwodny typu N z grupy czterech okrętów tego typu opracowanych przez Simona Lake’a. Stępkę pod okręt położono 20 kwietnia 1915 roku, zwodowano go 19 maja 1917 roku, po czym został przyjęty do służby w amerykańskiej marynarce wojennej 15 czerwca 1918 roku. Jednostka operowała w ramach amerykańskiej floty podwodnej do 7 lutego 1922 roku, kiedy wycofano ją ze służby.